# Tobolsk
Tobolsk (en russe : Тобольск, en tatar : Tubıl) est une ville de l'oblast de Tioumen, en Russie, et la capitale historique de la Sibérie. Sa population s'élevait à 98 052 habitants en 2014. Son kremlin est le seul situé à l'est de la région de l'Oural en Russie.

## Géographie
Tobolsk se trouve à la confluence des rivières Tobol et Irtych, à 200 km au nord-est de Tioumen.

## Histoire

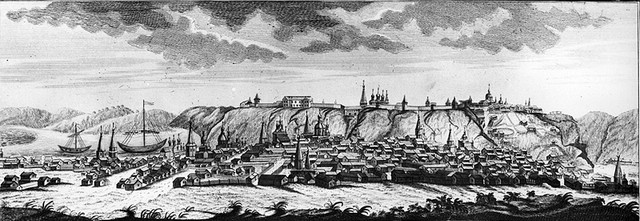
Tobolsk - Gravure du XVIIIe siècle

Tobolsk fut fondée par les Cosaques de Ermak Timofeïévitch en 1585-1586 au cours de la première avancée russe en Sibérie. La ville devint le siège du vice-roi de Sibérie et prospéra grâce au commerce avec la Chine et Boukhara. La première école, le premier théâtre et le premier journal de Sibérie y furent établis.
En 1761, l'astronome français Jean Chappe d'Auteroche vint à Tobolsk pour observer le transit de Vénus sous le disque du Soleil. Il réalisa avec succès cette observation le 6 juin 1761, mais le récit de son voyage, très critique à l'égard de la Russie, provoqua une réponse de Catherine II en personne.
Capitale de gouvernement dès 1796, Tobolsk fut le siège du gouverneur général de Sibérie occidentale jusqu'à son transfert à Omsk, vers 1830.
Au cours du siècle, Tobolsk reçut plusieurs condamnés décembristes : ainsi le poète et décabriste Wilhelm Küchelbecker y mourut en 1846. En janvier 1850, Fiodor Dostoïevski y fit une brève halte sur le chemin du bagne à Omsk. Il reçut la visite d'épouses de décabristes déportés.

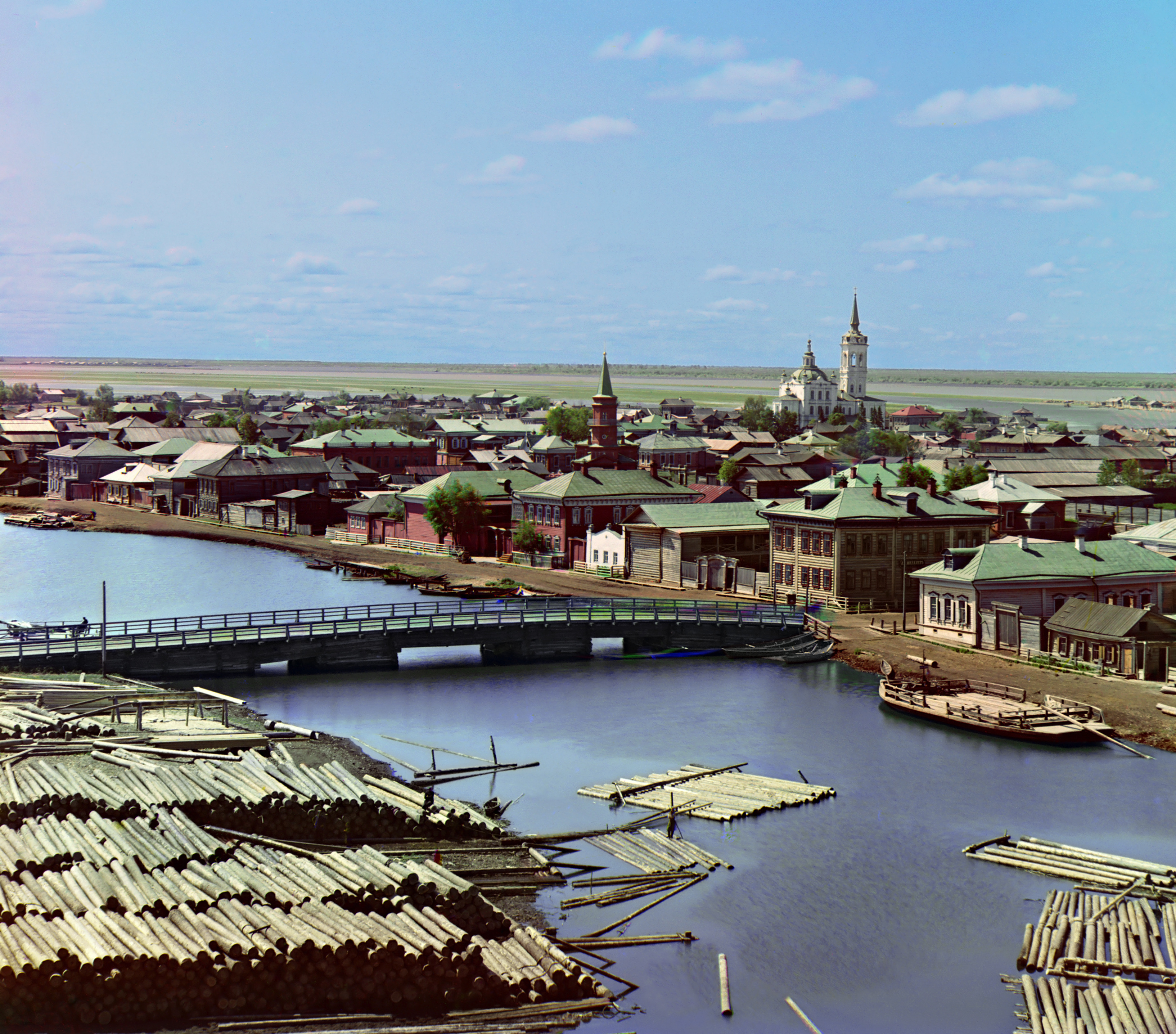
Vue de Tobolsk par Sergueï Prokoudine-Gorski en 1912.

À partir de la fin du XIXe siècle, la ville connaît un certain déclin à la suite de la construction du Transsibérien. Elle est pénalisée par son éloignement de la ligne qui passe à une centaine de kilomètres de la ville.
En 1917, après la révolution de Février, l'empereur Nicolas II et sa famille furent conduits à Tobolsk, où ils vécurent dans le luxe relatif de l'ancienne maison du gouverneur-général. En avril 1918, alors que le bruit courait que l'armée blanche approchait de la ville, la famille impériale est transférée à Iekaterinbourg.

## Population
Recensements (*) ou estimations de la population
| 1782   | 1856   | 1897*  | 1913   | 1926*  |
| ------ | ------ | ------ | ------ | ------ |
| 13 279 | 16 120 | 20 425 | 24 500 | 18 268 |

| 1939*  | 1959*  | 1970*  | 1979*  | 1989*  |
| ------ | ------ | ------ | ------ | ------ |
| 32 244 | 39 034 | 49 260 | 61 969 | 94 143 |

| 2002*  | 2010*  | 2012   | 2013   | 2014   |
| ------ | ------ | ------ | ------ | ------ |
| 92 880 | 99 694 | 98 287 | 98 169 | 98 052 |

## Économie
L'économie de Tobolsk repose aujourd'hui sur le raffinage du pétrole et la pétrochimie. La principale entreprise est Tobolsk-Neftekhim du groupe SIBUR.
D'importants projets ont été annoncés pour le traitement du gaz.

## Monuments
Tobolsk est la seule ville de Sibérie et l'une des rares villes de Russie à posséder un kremlin en pierre, construit au XVIIIe siècle. Ses tours et ses murs blancs, ses églises et ses palais constituent un ensemble architectural exceptionnel. C'est le dernier kremlin construit en Russie.

### Églises et monastères

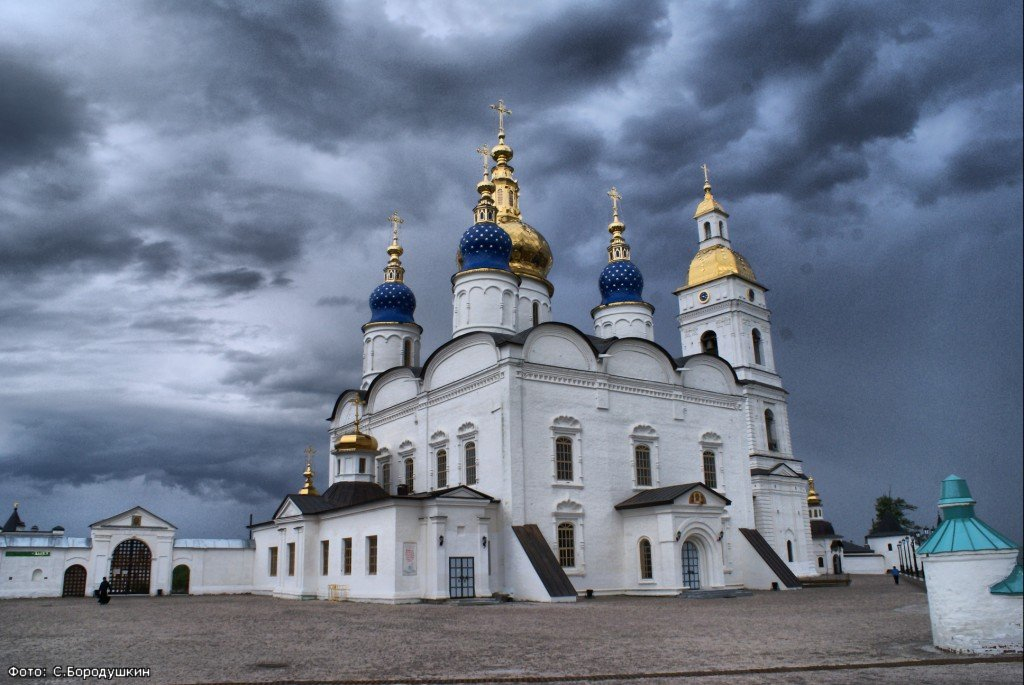
Vue de la cathédrale Sainte-Sophie

- Cathédrale Sainte-Sophie de Tobolsk (XVIIe siècle) ;
- Église de l'Élévation de la Croix (Tobolsk) (XVIIIe siècle) ;
- Église de L'Archange Mikhaïl à Tobolsk (XVIIIe siècle) ;
- Église de la Sainte-Trinité, monument protégé d'architecture néogothique (catholique) ;
- Église Zakharie et Élisabeth (XVIIIe siècle).
- Monastère Notre-Dame-du-Signe d'Abalak

## Climat
Tobolsk possède un climat très continental caractérisé par des hivers relativement secs et très froids avec des températures minimales descendant en dessous de −20 °C et des étés chauds et assez pluvieux. La neige recouvre le sol en moyenne 168 jours par an. La hauteur de neige peut atteindre 180 cm au milieu de l'hiver.
- Température record la plus froide : −51,8 °C (décembre 1958)
- Température record la plus chaude : 37,2 °C (juillet 1955)
- Nombre moyen de jours avec de la neige dans l'année : 115
- Nombre moyen de jours de pluie dans l'année : 93
- Nombre moyen de jours avec de l'orage dans l'année : 19
- Nombre moyen de jours avec tempête de neige dans l'année : 20

| Mois                              | jan.  | fév.  | mars | avril | mai  | juin | jui. | août | sep. | oct. | nov.  | déc.  | année |
| --------------------------------- | ----- | ----- | ---- | ----- | ---- | ---- | ---- | ---- | ---- | ---- | ----- | ----- | ----- |
| Température minimale moyenne (°C) | −21,7 | −21,4 | −12  | −2,3  | 4,1  | 11,1 | 13,6 | 9,8  | 4    | −1,4 | −12,3 | −18,1 | −3,9  |
| Température moyenne (°C)          | −17,9 | −16,4 | −7,8 | 2     | 9,6  | 16,4 | 18,6 | 14,9 | 8,8  | 1,4  | −8,8  | −14,8 | 0,5   |
| Température maximale moyenne (°C) | −12,9 | −11,8 | −1,2 | 8,1   | 15,4 | 22,1 | 23,8 | 19,4 | 13   | 5,7  | −4,9  | −9,7  | 5,6   |
| Précipitations (mm)               | 23    | 16    | 14   | 23    | 40   | 54   | 75   | 74   | 52   | 40   | 31    | 26    | 468   |

## Personnalités
- Alexandre Abdoulov (1953-2008), acteur.
- Gabdulkhay Akhatov (1927-1986), chercheur-linguiste.
- Alexandre Aliabiev (1787-1851), compositeur.
- Instasamka (2000-), rappeuse et influenceuse russe.
- Leonid Krassine, (1870-1926) dirigeant bolchévique.
- Dimitri Mendeleïev (1834-1907), chimiste.
- Nikolaï Nikitine (1907-1973), architecte.
- Vassili Perov (1834-1882), peintre.
- Robinson Crusoé (1632-1710 ?), aventurier. Dans le second tome de son célèbre roman, Daniel Defoe fait passer 8 mois à son héros à Tobolsk[6].
- Marian Szczyrbuła (1899-1942), artiste peintre polonais, est mort à Tobolsk.
- Ermak Timofeïévitch (1532-1585), explorateur de la Sibérie occidentale.